# Megalota anceps
Megalota anceps är en fjärilsart som beskrevs av Edward Meyrick 1909. Megalota anceps ingår i släktet Megalota och familjen vecklare. Inga underarter finns listade i Catalogue of Life.